# Shireen Abu Akleh
Shireen Abu Akleh (Arabisch: شيرين أبو عاقلة) (Jeruzalem, 3 april 1971 – Jenin, 11 mei 2022) was een Palestijns-Amerikaans journaliste. Abu Akleh werkte ruim 25 jaar als verslaggever voor de Arabischtalige zender Al Jazeera. In haar verslaggeving behandelde ze in het bijzonder de door Israël bezette Palestijnse gebieden.

## Inleiding
In de loop van haar carrière deed Abu Akleh verslag van tal van belangrijke gebeurtenissen in de Palestijnse geschiedenis, terwijl ze ook de Israëlische politiek analyseerde. Ze was befaamd om haar televisieverslaggeving en afsluiting, en als vooraanstaande journalist in de Arabische wereld, inspireerde ze vele andere Palestijnen en Arabieren, vooral vrouwen, om een loopbaan in de journalistiek na te streven. Op 11 mei 2022 werd ze, duidelijk herkenbaar als journalist, doodgeschoten terwijl ze verslag deed van een inval door het Israëlisch defensieleger (IDF) in een vluchtelingenkamp in Jenin op de Westelijke Jordaanoever.
Verschillende ooggetuigen, waaronder een fotojournalist van Agence France-Presse (AFP), verklaarden dat Abu Akleh door het hoofd werd geschoten door het IDF. De eerste Israëlische verklaringen suggereerden dat ze hoogstwaarschijnlijk werd gedood door Palestijns vuur. Een week later zei een Israëlische militaire functionaris tegen verslaggevers van het Amerikaanse persbureau Associated Press (AP) dat ze een geweer van een IDF-soldaat hadden geïdentificeerd die Abu Akleh 'mogelijk had gedood', maar dit niet met zekerheid konden vaststellen, tenzij de Palestijnen de kogel zouden overdragen voor analyse. De Palestijnse Autoriteit (PA) wilde geen onderzoeksgegevens met Israël delen.
Onderzoeken door AP en CNN, beide gepubliceerd op 24 mei 2022, verklaarden dat Abu Akleh waarschijnlijk werd gedood door Israëlisch vuur; het CNN-onderzoek vond bewijs dat suggereerde dat de moord 'een gerichte aanval was door Israëlische troepen'. Volgens het onderzoek van de PA, werd Shireen Abu Akleh 'opzettelijk gedood door Israëlische troepen' terwijl ze probeerde te ontsnappen. Het onderzoeksrapport werd doorgestuurd naar het Internationaal Strafhof (ICC). Israël noemde de conclusie van de PA 'een schaamteloze leugen'. Op 24 juni 2022 bleek uit een onafhankelijk onderzoek van het Bureau van de Hoge Commissaris van de Verenigde Naties voor de Mensenrechten  (OHCHR) dat er op het moment dat Abu Akleh werd doodgeschoten geen Palestijnse militanten in de buurt waren die de schoten konden hebben afgevuurd en dat er gerichte schoten waren gelost uit de richting waar het IDF zich bevond. Het OHCHR noemde het 'zeer verontrustend' dat Israël geen crimineel onderzoek had geopend. Op 5 september 2022 maakte Israël, na een intern onderzoek, bekend dat er een 'grote kans' is dat Abu Akleh werd gedood door geweervuur van een Israëlische militair die het op Palestijnse schutters had voorzien. Er zou geen strafrechtelijk onderzoek volgen.
De manier waarop Abu Akleh stierf en de daaropvolgende gewelddadige verstoring bij haar begrafenis, toen de Israëlische politie gewapend met wapenstokken mensen aanviel die haar kist droegen, leidde tot een brede internationale veroordeling van Israël. Haar begrafenis werd bijgewoond door tienduizenden Palestijnen en was een van de grootste begrafenissen in Jeruzalem.

## Jonge jaren
Shireen Abu Akleh werd in 1971 geboren in Jeruzalem, als dochter van Palestijns-christelijke ouders uit Bethlehem. Ze studeerde architectuur aan de Universiteit van Jordanië voor Wetenschap en Technologie, maar maakte deze studie niet af. Vervolgens studeerde ze journalistiek aan de Jarmuk Universiteit in Jordanië. Later verhuisde ze naar de Verenigde Staten, waar ze het Amerikaanse staatsburgerschap verwierf. Ze werkte van 1997 tot haar dood in 2022 voor Al Jazeera.

## Carrière
Abu Akleh werkte als journalist voor Radio Monte Carlo en Voice of Palestine. Daarnaast werkte ze voor de UNRWA (Verenigde Naties Agentschap voor Hulp aan Palestijnse Vluchtelingen), het Amman Satellite Channel en voor de MIFTAH (het Palestijnse initiatief voor de bevordering van wereldwijde dialoog en democratie). In 1997 begon ze te werken als journalist voor Al Jazeera, als een van hun eerste correspondenten. Abu Akleh was een van de bekendste verslaggevers van de Arabisch-talige zender. Ze woonde en werkte in Oost-Jeruzalem en deed verslag van belangrijke gebeurtenissen met betrekking tot Palestina, waaronder de Tweede Intifada, en bovendien over de Israëlische politiek. Ze deed vaak verslag van begrafenissen van Palestijnen die door het IDF waren gedood.
Na verslag te hebben gedaan van gebeurtenissen zoals de slag om Jenin in 2002 en verschillende Israëlische operaties in de Gazastrook, en in 2005, als eerste Arabische journalist langdurig Palestijnse gevangenen te hebben geïnterviewd in de Shikma-gevangenis, uitte Abu Akleh haar bezorgdheid dat ze het doelwit was van het IDF en gewapende Israëlische kolonisten. In een interview met Al Jazeera verklaarde ze dat ze door de Israëlische autoriteiten herhaaldelijk was beschuldigd van het fotograferen van veiligheidsgebieden.
Abu Akleh bleef verslaggever bij Al Jazeera tot haar dood. In juli 2021 zou ze de eerste Al Jazeera-journalist zijn die live vanuit Caïro zou uitzenden toen het netwerk mocht terugkeren vanwege een verbetering in de betrekkingen tussen Egypte en Qatar. Op het moment van haar dood in mei 2022, studeerde ze Hebreeuws om de verhalen in de Israëlische media beter te begrijpen, en had ze onlangs een diploma in digitale media behaald.
De carrière van Abu Akleh inspireerde vele andere Palestijnen en Arabieren om journalist te worden; haar live televisieverslaggeving en duidelijke signoffs waren bijzonder bekend. Na haar dood beschreef The New York Times haar als 'een begrip' onder de Palestijnen. The Times of Israel schreef: 'Shireen Abu Akleh zal worden herinnerd als een van de meest vooraanstaande journalisten van de Arabische wereld'. De BBC beschreef haar als 'algemeen bekend en bewonderd door zowel kijkers als collega's'.

## Dood
Ik koos journalistiek om dicht bij de mensen te staan. Het is misschien niet gemakkelijk om de realiteit te veranderen, maar op zijn minst kon ik hun stem naar de wereld brengen.
— Shireen Abu Akleh

Op 11 mei 2022 meldde het Palestijnse ministerie van Volksgezondheid dat Shireen Abu Akleh was overleden. Ze werd doodgeschoten terwijl ze verslag deed van een inval door het Israëlisch defensieleger (IDF) in een vluchtelingenkamp in Jenin op de door Israël bezette Westelijke Jordaanoever. Volgens het IDF was de inval gericht op het gevangen nemen van 'terreurverdachten'. Verschillende ooggetuigen, waaronder een fotojournalist van AFP, verklaarden dat Abu Akleh door het hoofd werd geschoten door het IDF. Ze werd vervoerd naar het Ibn Sina Hospital in Jenin, waar ze op 51-jarige leeftijd dood werd verklaard. Al Jazeera beschuldigde Israël van het opzettelijk richten op de journalist. Op het moment dat ze werd neergeschoten droeg Abu Akleh beschermende kleding en een duidelijk herkenbaar persvest, dat haar als journalist identificeerde. Een andere journalist, Ali Samodi van de krant Al-Quds, werd in de rug geschoten maar overleefde de schietpartij; twee andere Palestijnen werden in matige toestand naar een ziekenhuis vervoerd.
De Israëlische en Palestijnse autoriteiten waren het niet eens over een gezamenlijk onafhankelijk onderzoek naar haar dood. The Times meldde dat Abu Akleh werd neergeschoten door een sluipschutter. Shatha Hanaysha, een Palestijnse journaliste, zei dat zij, samen met Abu Akleh, Ali Samodi, en een vierde journalist, door Israëlische scherpschutters werd beschoten. De scherpschutters stopten zelfs niet met schieten nadat Abu Akleh was neergevallen, waardoor Hanaysha het slachtoffer niet naar binnen kon trekken.
Een preliminair onderzoek van het IDF stelde dat ze terecht was gekomen in kruisvuur tussen Palestijnen en Israëlische scherpschutters. De Israëlische functionarissen verklaarden dat 'Israëlische soldaten in een militair voertuig ongeveer 150 meter verwijderd waren van waar de journalisten aan het werk waren, en herhaaldelijk vuurden rond de tijd dat Abu Akleh werd gedood'. Volgens het Israëlische leger schoten Palestijnse militanten op IDF-soldaten, waarna de soldaten terugschoten. Het IDF heeft een video vrijgegeven waarop te zien is hoe Palestijnse gewapende mannen schieten in het Jenin-kamp, zogenaamd in het gebied waar Abu Akleh werd vermoord. In de video was een militant te horen die zei: 'Ze [Palestijnse militanten] hebben er een geraakt, ze hebben een soldaat geraakt, hij ligt op de grond.' Aangezien er geen Israëlische soldaten gewond raakten tijdens de operatie, zeiden de Israëlische autoriteiten dat het waarschijnlijk was dat de Palestijnen Abu Akleh per ongeluk hadden neergeschoten, in de veronderstelling dat ze een soldaat was.
Een rapport van het Israëlische dagblad Haaretz noemde dit onwaarschijnlijk omdat verschillende gebouwen een directe zichtlijn tussen die militanten en de verslaggever blokkeerden. Volgens een onderzoek van CNN op basis van gesprekken met experts, ooggetuigen en analyses van beschikbare audio en video, bevond Abu Akleh zich niet in een actieve gevechtszone en werd ze doelbewust gedood door het Israëlische leger. Ook AP achtte het zeer waarschijnlijk dat Israëlische militairen Abu Akleh hadden neergeschoten, maar zonder analyse van de kogel viel het niet met zekerheid te zeggen.
Meerdere ooggetuigen, onder wie twee journalisten die naast Abu Akleh stonden, meldden dat het gebied vlak voor haar dood relatief rustig was en dat er geen Palestijnen, burgers of anderszins aanwezig waren. Ze betwistten de Israëlische verklaringen dat ze in een kruisvuur was omgekomen. Al Jazeera meldde dat volgens hun Ramallah-bureauchef, Walid Al-Omari, er niet werd geschoten door Palestijnse schutters; Mustafa Barghouti van het Palestijns Nationaal Initiatief verklaarde ook dat er 'geen vuurgevecht' was op de plaats van het incident. Al-Omari verklaarde dat Abu Akleh een helm had gedragen en werd geraakt in een onbeschermd gebied onder haar oor, en suggereerde dat dit aantoonde dat er 'opzettelijk geschoten' was.
De kogel die ter plaatse werd gevonden, was een NAVO-ronde van 5,56 x 45 mm, gebruikt in zowel M16- als M14-geweren, die gebruikt werden door zowel het IDF als Palestijnse strijders. Een autopsie op An-Najah National University heeft niet kunnen vaststellen wie Abu Akleh heeft neergeschoten; de patholoog vond geen bewijs dat ze van dichtbij was neergeschoten. De autopsie bevestigde dat Abu Akleh werd gedood door een kogel die haar in het hoofd trof, wat schedelbreuken en schade aan de hersenen veroorzaakte. De kogel werd opgestuurd voor verder onderzoek. De Israëlische legerleiding dacht te weten door welk IDF-geweer de journaliste mogelijk werd getroffen, maar kon het niet met zekerheid vaststellen zonder de kogel. De Palestijnse autoriteiten weigerden de kogels of zelfs foto's van de kogels over te dragen aan Israël. Volgens de Palestijnse procureur-generaal wilden ze Israël naar eigen zeggen de 'mogelijkheid tot een nieuwe leugen ontnemen'.
Op 26 mei 2022 maakte de Palestijnse procureur-generaal de resultaten bekend van het Palestijnse onderzoek naar de dood van Abu Akleh, dat concludeerde dat Israëlische militairen Abu Akleh opzettelijk hadden doodgeschoten. De onderzoeksresultaten werden door het Israëlische leger stellig verworpen. De Israëlische minister van Defensie, Benny Gantz, sprak van een 'schaamteloze leugen'. Het onderzoeksrapport zou onder meer worden gedeeld met het Internationaal Strafhof in Den Haag (ICC), waar al een onderzoek liep naar mogelijke oorlogsmisdaden gepleegd in de Palestijnse gebieden.
Op 24 juni 2022 concludeerde het Bureau van de Hoge Commissaris van de Verenigde Naties voor de Mensenrechten (OHCRC) na eigen onderzoek dat Israëlische troepen verantwoordelijk zijn voor de dood van Abu Akleh. De OHCRC heeft tijdens het onderzoek gesproken met getuigen en experts, en audio- en videomateriaal onder de loep genomen, waaruit bleek dat er op het moment dat Abu Akleh werd doodgeschoten geen Palestijnse militanten in de buurt waren die de schoten konden hebben afgevuurd. De schoten werden wel gelost uit de richting waar Israëlische troepen aanwezig waren, het ging om 'enkele schijnbaar goed gerichte kogels', volgens de VN. Het OHCHR noemde het 'zeer verontrustend' dat Israël geen crimineel onderzoek had geopend.
Op 5 september 2022 maakte Israël de resultaten van een intern onderzoek naar haar overlijden bekend. Volgens het Israëlische leger is er een 'grote kans' dat Abu Akleh werd gedood door geweervuur van een Israëlische militair die het op Palestijnse schutters had voorzien. Omdat het per ongeluk zou zijn gebeurd komt er verder geen strafrechtelijk onderzoek.

### Nasleep

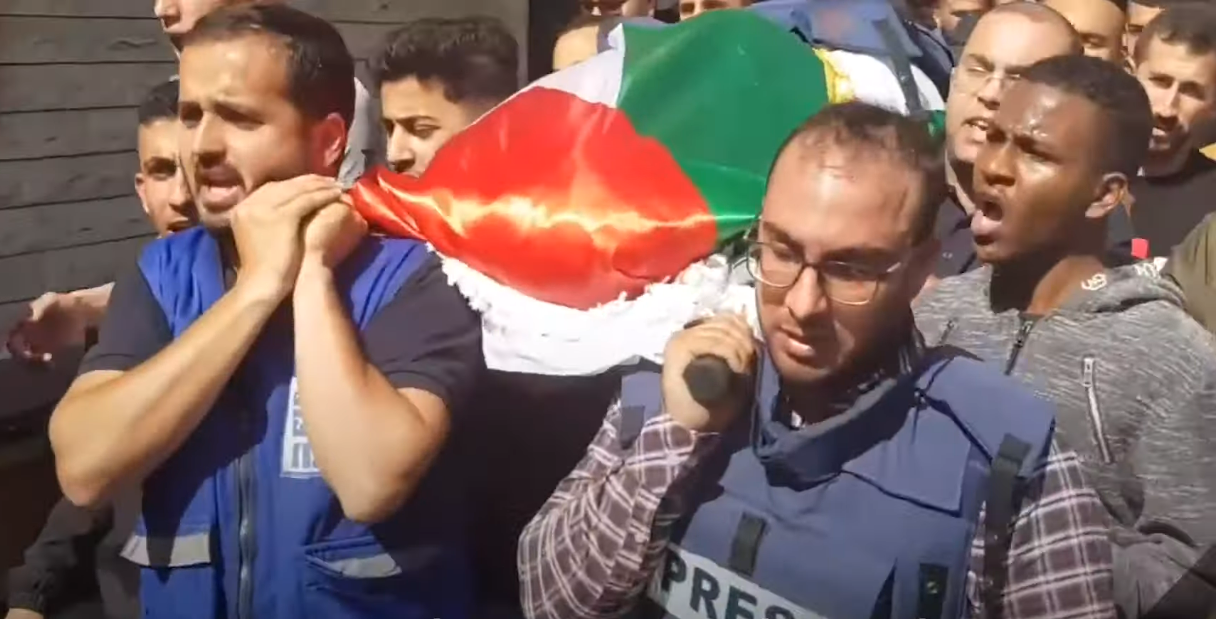
Rouwenden dragen het lichaam van Abu Akleh, gewikkeld in een Palestijnse vlag en een blauw persvest waarop duidelijk 'PRESS' staat geschreven.

Al Jazeera meldde dat het huis van Abu Akleh, na haar dood, werd overvallen door Israëlische troepen. De soldaten namen Palestijnse vlaggen in beslag en verhinderden 'het spelen van nationalistische liederen'.
Al Jazeera meldde bovendien dat er zich duizenden mensen hadden verzameld in Ramallah ter ere van Abu Akleh, waar haar lichaam werd vervoerd naar de kantoren van het netwerk zodat collega's, vrienden en familie 'definitief afscheid van haar konden nemen'. Journalisten van The Alternative Press Syndicate (APS) kwamen bijeen om Abu Akleh te eren in het centrum van Beiroet. In haar geboorteplaats Beit Hanina protesteerde een menigte voor haar huis tegen haar moord. Er raakten zeker vijf Palestijnen gewond bij confrontaties met gewapende Israëlische soldaten, terwijl ten minste drie Palestijnen werden vastgehouden.

### Begrafenissen

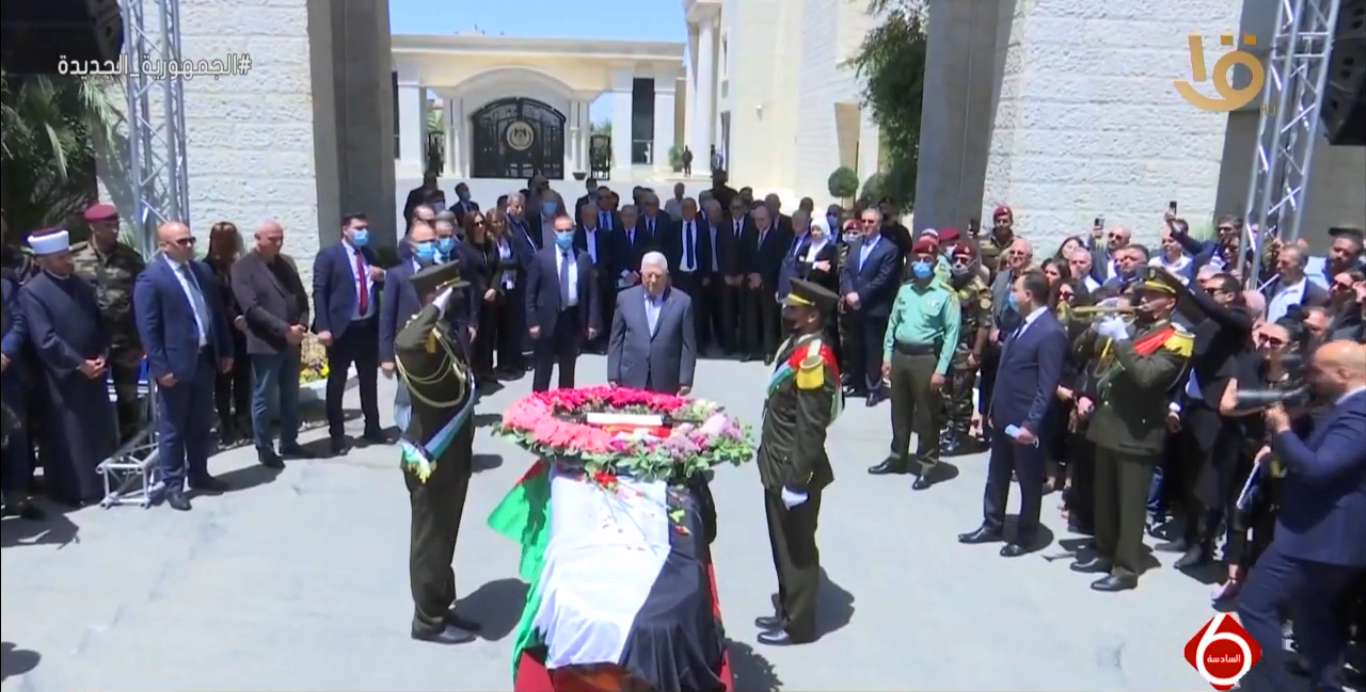
Officiële begrafenis van journalist Shireen Abu Akleh in Ramallah, 12 mei 2022.

De Palestijnse Autoriteit plande een staatsbegrafenis. De processie begon op 12 mei 2022 bij het Palestijnse presidentiële hoofdkwartier in Ramallah. Mahmoud Abbas, de president van de staat Palestina, was daarbij aanwezig.
Tijdens haar uitvaart in Jeruzalem op 13 mei 2022, sloegen Israëlische ordediensten in op de rouwstoet die haar doodskist van het ziekenhuis naar de katholieke kerk bracht, waarbij de kist op de grond terechtkwam. De Israëlische autoriteiten verklaarden dat er vanuit de rouwstoet stenen waren gegooid naar de ordediensten, waarop deze zich genoodzaakt zagen in te grijpen.